# Futebol de 5 nos Jogos Paralímpicos de Verão de 2012
As competições de futebol de 5 nos Jogos Paraolímpicos de Verão de 2012 foram disputadas entre os dias 31 de agosto e 8 de setembro na Riverbank Arena, em Londres.
O futebol de 5 é disputado por duas equipes de 5 jogadores cada. Todos os atletas possuem algum tipo de deficiência visual e usam vendas nos olhos para haver igualdade de condições. Apenas os goleiros têm a visão preservada. A bola possui guizos e cada equipe tem um guia que se posiciona atrás da meta adversária para orientar os jogadores. Apenas o torneio masculino é disputado nos Jogos Paralímpicos.

## Calendário
| Agosto/setembro | 29 | 30 | 31 | 1 | 2 | 3 | 4 | 5 | 6 | 7 | 8 | 9 |
| --------------- | -- | -- | -- | - | - | - | - | - | - | - | - | - |
| Futebol de 5    |    |    |    |   |   |   |   |   |   |   | 1 |   |

|  | Dia de competição |  | Dia de final |

## Qualificação
| Competição                                          | Data                        | Sede                   | Vagas | Classificados          |
| --------------------------------------------------- | --------------------------- | ---------------------- | ----- | ---------------------- |
| País-sede                                           |                             |                        | 1     | GBR Grã-Bretanha       |
| Campeonato Mundial IBSA de futebol de cinco de 2010 | 12 – 22 de agosto de 2010   | Hereford, Grã-Bretanha | 1     | BRA Brasil             |
| Jogos Para-Asiáticos de 2010                        | 13 – 18 de dezembro de 2010 | Guangzhou, China       | 1     | CHN China              |
| Campeonato Europeu de futebol de cinco de 2011      | 17 – 1 de julho de 2011     | Aksaray, Turquia       | 2     | FRA França ESP Espanha |
| Jogos Parapan-Americanos de 2011                    | 15 – 20 de novembro de 2011 | Guadalajara, México    | 1     | ARG Argentina          |
| Convite                                             |                             |                        | 2     | TUR Turquia IRI Irã    |
| Total                                               |                             |                        | 8     |                        |

## Medalhistas
|  | BRA Brasil |  | FRA França |  | ESP Espanha |
|  | Fábio Luiz Ribeiro de Vasconcelos Daniel Dantas da Silva Emerson de Carvalho Gledson da Paixão Barros Cássio Lopes dos Reis Marcos José Alves Felipe Jeferson da Conceição Gonçalves Severino Gabriel da Silva Ricardo Steinmetz Alves Raimundo Nonato Alves Mendes |  | Jonathan Grangier Gaël Rivière Hakim Arezki Martin Baron Abderrahim Maya David Labarre Arnaud Ayax Frédéric Villeroux Yvan Wouandji Kepmegni Frédéric Jannas |  | Álvaro Gonzalez Alcaraz José Luis Giera Tejuelo Francisco Muñoz Pérez Adolfo Acosta Rodriguez José López Ramírez Alfredo Cuadrado Freire Antonio Martín Gaitán Youssef El Haddaoui Rabii Marcelo Rosado Carrasco Raul Díaz Ortín |

## Convocações
Cada uma das equipes participantes enviou 10 atletas, sendo que 8 deles possuem algum grau de cegueira, enquanto que os outros 2 são goleiros que possuem visão normal. Essa é a primeira edição dos Jogos Paralímpicos que os goleiros também receberão medalhas.

## Primeira fase
Todos as partidas seguem o horário de Londres (UTC+1).

### Grupo A
| Equipe           | P | J | V | E | D | GP | GC | SG |
| ---------------- | - | - | - | - | - | -- | -- | -- |
| ESP Espanha      | 5 | 3 | 1 | 2 | 0 | 3  | 1  | +2 |
| ARG Argentina    | 5 | 3 | 1 | 2 | 0 | 2  | 0  | +2 |
| IRI Irã          | 3 | 3 | 1 | 0 | 2 | 1  | 4  | -3 |
| GBR Grã-Bretanha | 2 | 3 | 0 | 2 | 1 | 1  | 2  | -1 |

|  | Classificados às semifinais |
|  | Eliminados                  |

| 31 de agosto de 2012 | Irã IRI | 0 - 2     | ARG Argentina | Riverbank Arena, Londres                                                                       |
| 13:30                |         | Relatório | Velo 27' 48'  | Público: 1, 985 pessoas Árbitro: GRA François Carcouet ESP Juan Carlos Paule BRA Lúcio Morgado |

| 31 de agosto de 2012 | Grã-Bretanha GBR | 1 - 1     | ESP Espanha       | Riverbank Arena, Londres                                                                 |
| 15:45                | Clarcke 22'      | Relatório | Gaitán 20' (pen.) | Público: 2, 630 pessoas Árbitro: BRA Lúcio Morgado GER Niels Haupt FRA François Carcouet |

| 2 de setembro de 2012 | Espanha ESP       | 2 - 0     | IRI Irã | Riverbank Arena, Londres                                                                  |
| 13:30                 | Martín Gaitán 22' | Relatório |         | Público: 1, 996 pessoas Árbitro: BRA Lúcio Morgado ARG Germinal Lubrano MAS Wai Keong Loo |

| 2 de setembro de 2012 | Argentina ARG | 0 - 0     | GBR Grã-Bretanha | Riverbank Arena, Londres                                                                  |
| 15:30                 |               | Relatório |                  | Público: 2, 179 pessoas Árbitro: FRA François Carcouet GER Niels Haupt GBR Perry Gascoine |

| 4 de setembro de 2012 | Espanha ESP | 0 - 0     | ARG Argentina | Riverbank Arena, Londres                                                              |
| 13:30                 |             | Relatório |               | Público: 1, 836 pessoas Árbitro: BRA Lúcio Morgado GER Niels Haupt GBR Perry Gascoine |

| 4 de setembro de 2012 | Grã-Bretanha GBR | 0 - 1     | IRI Irã             | Riverbank Arena, Londres                                                                        |
| 15:30                 |                  | Relatório | Ardekani 21' (pen.) | Público: 2, 273 pessoas Árbitro: FRA François Carcouet MAS Wai Keong Loo ARG Mariano Travaglino |

### Grupo B
| Equipe      | P | J | V | E | D | GP | GC | SG |
| ----------- | - | - | - | - | - | -- | -- | -- |
| BRA Brasil  | 7 | 3 | 1 | 0 | 0 | 5  | 0  | +5 |
| FRA França  | 5 | 3 | 2 | 1 | 0 | 1  | 0  | +1 |
| CHN China   | 4 | 3 | 1 | 1 | 1 | 4  | 1  | +3 |
| TUR Turquia | 0 | 3 | 0 | 0 | 3 | 0  | 9  | -9 |

|  | Classificados às semifinais |
|  | Eliminados                  |

| 31 de agosto de 2012 | Brasil BRA | 0 - 0     | FRA França | Riverbank Arena, Londres                                                                        |
| 09:00                |            | Relatório |            | Público: 1, 202 pessoas Árbitro: ARG Mariano Travaglino ARG Germinal Lubrano GBR Paul Leversuch |

| 31 de agosto de 2012 | China CHN                                 | 4 - 0     | TUR Turquia | Riverbank Arena, Londres                                                                   |
| 11:00                | Zheng 2' 50' · Li 13' (pen.) · Wang Y 46' | Relatório |             | Público: 1, 938 pessoas Árbitro: GBR Paul Leversuch MAS Wai Keong Loo ARG Germinal Lubrano |

| 2 de setembro de 2012 | Turquia TUR | 0 - 4     | BRA Brasil                                        | Riverbank Arena, Londres                                                                   |
| 09:00                 |             | Relatório | Jefinho 4' 38' · Ricardinho 14' · Bill 24' (pen.) | Público: 1, 438 pessoas Árbitro: ARG Mariano Travaglino GBR David Bryant MAS Wai Keong Loo |

| 2 de setembro de 2012 | França FRA | 0 - 0     | CHN China | Riverbank Arena, Londres                                                                  |
| 11:00                 |            | Relatório |           | Público: 1, 554 pessoas Árbitro: GBR Paul Leversuch ESP Juan Carlos Paule GER Niels Haupt |

| 4 de setembro de 2012 | Brasil BRA  | 1 - 0     | CHN China | Riverbank Arena, Londres                                                                |
| 09:00                 | Jefinho 22' | Relatório |           | Público: 931 pessoas Árbitro: ARG Germinal Lubrano GBR David Bryant MEX Rafael González |

| 4 de setembro de 2012 | Turquia TUR | 0 - 1     | FRA França        | Riverbank Arena, Londres                                                                         |
| 11:00                 |             | Relatório | Labarre 4' (pen.) | Público: 1, 421 pessoas Árbitro: ARG Mariano Travaglino ESP Juan Carlos Paule GER Paul Leversuch |

## Fase eliminatória

### Fase de consolação
|  | Disputa pelo 5º-8º lugar | Disputa pelo 5º-8º lugar | Disputa pelo 5º-8º lugar |  |  | Disputa pelo 5º lugar | Disputa pelo 5º lugar | Disputa pelo 5º lugar |
|  |                          |                          |                          |  |  |                       |                       |                       |
|  | A3                       | IRI Irã                  | 1                        |  |  |                       |                       |                       |
|  | B4                       | TUR Turquia              | 0                        |  |  |                       |                       |                       |
|  |                          |                          |                          |  |  | A3                    | IRI Irã               | 0 (0)                 |
|  |                          |                          |                          |  |  | B3                    | CHN China             | 0 (1)                 |
|  | B3                       | CHN China                | 1 (2)                    |  |  |                       |                       |                       |
|  | A4                       | GBR Grã-Bretanha         | 1 (1)                    |  |  | Disputa pelo 7º lugar | Disputa pelo 7º lugar | Disputa pelo 7º lugar |
|  |                          |                          |                          |  |  | B4                    | TUR Turquia           | 0                     |
|  |                          |                          |                          |  |  | A4                    | GBR Grã-Bretanha      | 2                     |

### Disputa pelo 5º-8º lugar
| 6 de setembro de 2012 | Irã IRI        | 1 - 0     | TUR Turquia | Riverbank Arena, Londres                                                                |
| 09:00                 | Rajab Pour 19' | Relatório |             | Público: 1, 510 pessoas Árbitro: GER Niels Haupt GBR David Bryant FRA François Carcouet |

| 6 de setembro de 2012 | China CHN     | 1 - 1     | GBR Grã-Bretanha | Riverbank Arena, Londres                                                                        |
| 11:00                 | Li 40' (pen.) | Relatório | English 47'      | Público: 1, 893 pessoas Árbitro: ESP Juan Carlos Paule MEX Rafael González ARG Germinal Lubrano |

|           |       | Penalidades                |  |
| Li Wang Z | 2 – 1 | Clarke Daniel English Seal |  |

### Disputa pelo 7º lugar
| 8 de setembro de 2012 | Turquia TUR | 0 - 2     | GBR Grã-Bretanha      | Riverbank Arena, Londres                                                                    |
| 09:00                 |             | Relatório | Seal 5' · English 48' | Público: 969 pessoas Árbitro: ARG Germinal Lubrano MAS Wai Keong Loo ARG Mariano Travaglino |

### Disputa pelo 5º lugar
| 8 de setembro de 2012 | Irã IRI | 0 - 0     | CHN China | Riverbank Arena, Londres                                                                |
| 11:15                 |         | Relatório |           | Público: 1, 603 pessoas Árbitro: FRA François Carcouet GER Niels Haupt GBR David Bryant |

|                                  |       | Penalidades       |  |
| Shalhavizadeh Ardekani Haftdaran | 0 – 1 | Wang Z Wang Y Lin |  |

### Fase final
|  | Semifinais | Semifinais    | Semifinais |  |  | Final               | Final               | Final               |
|  |            |               |            |  |  |                     |                     |                     |
|  | A1         | ESP Espanha   | 0          |  |  |                     |                     |                     |
|  | B2         | FRA França    | 2          |  |  |                     |                     |                     |
|  |            |               |            |  |  | B2                  | FRA França          | 0                   |
|  |            |               |            |  |  | B1                  | BRA Brasil          | 2                   |
|  | B1         | BRA Brasil    | 0 (1)      |  |  |                     |                     |                     |
|  | A2         | ARG Argentina | 0 (0)      |  |  | Disputa pelo bronze | Disputa pelo bronze | Disputa pelo bronze |
|  |            |               |            |  |  | A1                  | ESP Espanha         | 0 (1)               |
|  |            |               |            |  |  | A2                  | ARG Argentina       | 0 (0)               |

### Semifinais
| 6 de setembro de 2012 | Espanha ESP | 0 - 2     | FRA França        | Riverbank Arena, Londres                                                                  |
| 13:30                 |             | Relatório | Villeroux 23' 49' | Público: 1, 796 pessoas Árbitro: BRA Lúcio Morgado ARG Mariano Travaglino GER Niels Haupt |

| 6 de setembro de 2012 | Brasil BRA | 0 - 0     | ARG Argentina | Riverbank Arena, Londres                                                                        |
| 15:45                 |            | Relatório |               | Público: 2, 016 pessoas Árbitro: FRA François Carcouet GBR Paul Leversuch ESP Juan Carlos Paule |

|             |       | Penalidades          |  |
| Bill Cássio | 1 – 0 | Sacayán Velo Padilla |  |

### Disputa pelo bronze
| 8 de setembro de 2012 | Espanha ESP | 0 - 0     | ARG Argentina | Riverbank Arena, Londres                                                                      |
| 13:30                 |             | Relatório |               | Público: 1, 785 pessoas Árbitro: BRA Lúcio Morgado FRA François Carcouet ARG Germinal Lubrano |

|                                             |       | Penalidades          |  |
| Martín Gaitán Rosado Carrasco Giera Tejuelo | 1 – 0 | Rodríguez Velo Deldo |  |

### Final
| 8 de setembro de 2012 | França FRA | 0 - 2     | BRA Brasil                         | Riverbank Arena, Londres                                                                       |
| 15:30                 |            | Relatório | Bill 22' (pen.) · Baron 42' (g.c.) | Público: 1, 990 pessoas Árbitro: ARG Mariano Travaglino ESP Juan Carlos Paule GBR David Bryant |

## Classificação final
| Pos.   | País             |
| ------ | ---------------- |
| Ouro   | BRA Brasil       |
| Prata  | FRA França       |
| Bronze | ESP Espanha      |
| 4      | ARG Argentina    |
| 5      | CHN China        |
| 6      | IRI Irã          |
| 7      | GBR Grã-Bretanha |
| 8      | TUR Turquia      |

| Jogos Paralímpicos de Verão de 2012      |
| ---------------------------------------- |
| Brasil Medalha de ouro (terceiro título) |

## Artilharia
| 3 gols (2) - BRA Jefinho - ESP Martín Gaitán 2 gols (6) - ARG Silvio Velo - BRA Bill - CHN Li Xiaoqiang - CHN Zheng Wenfa - FRA Frédéric Villeroux - GBR David Clarke | 1 gol (7) - BRA Ricardinho - CHN Wang Yafeng - FRA David Labarre - GBR Daniel English - GBR Keryn Seal - IRI Ahmadreza Shah Hosseini Ardekani - IRI Hossein Rajab Pour Gol contra (1) - FRA Martin Baron (a favor do Brasil) |